# Prievidza
Prievidza (în germană Priwitz, în maghiară Privigye) este un oraș din Slovacia cu 54.050 locuitori.

## Demografie
| An:                | 1994   | 2004   | 2014   | 2024    |
| ------------------ | ------ | ------ | ------ | ------- |
| Număr de persoane: | 54.427 | 51.596 | 47.574 | 42.429  |
| Diferență:         |        | −5,20% | −7,79% | −10,81% |

| An:                | 2023   | 2024   |
| ------------------ | ------ | ------ |
| Număr de persoane: | 42.980 | 42.429 |
| Diferență:         |        | −1,28% |